# Trigolo
Trigolo é uma comuna italiana da região da Lombardia, província de Cremona, com cerca de 1.645 habitantes. Estende-se por uma área de 16 km², tendo uma densidade populacional de 103 hab/km². Faz fronteira com Castelleone, Cumignano sul Naviglio, Fiesco, Salvirola, Soresina.

## Demografia
| Variação demográfica do município entre 1861 e 2011                               |
|                                                                                   |
| Fonte: Istituto Nazionale di Statistica (ISTAT) - Elaboração gráfica da Wikipedia |